# Enzo Tortora
Enzo Claudio Marcello Tortora (Genova, 30 novembre 1928 – Milano, 18 maggio 1988) è stato un conduttore televisivo, autore televisivo, conduttore radiofonico, attore, giornalista e politico italiano.
Considerato tra i padri fondatori della televisione in Italia, tra i suoi lavori più importanti in televisione vi sono la conduzione de La Domenica Sportiva e l'ideazione e conduzione del fortunato programma Portobello. Il suo nome è anche ricordato per un clamoroso caso di malagiustizia di cui fu vittima e che fu poi denominato "caso Tortora". Tortora fu accusato, su richiesta dei procuratori Francesco Cedrangolo e Diego Marmo, dal giudice istruttore, il magistrato Giorgio Fontana, di gravi reati, ai quali in seguito risultò totalmente estraneo, sulla base di accuse formulate da soggetti provenienti da contesti criminali; il 17 giugno 1983 fu per questo arrestato e imputato di associazione camorristica e traffico di droga.
Dopo sette mesi di reclusione in carcere, due trascorsi a Roma e cinque a Bergamo, nel gennaio del 1984 gli furono concessi gli arresti domiciliari per ragioni di salute, ma il 17 settembre 1985 i due pubblici ministeri del processo, Lucio Di Pietro e Felice Di Persia, ottennero la sua condanna a dieci anni di carcere.
 La sua innocenza fu successivamente dimostrata e riconosciuta il 15 settembre 1986, quando venne infine assolto dalla Corte d'appello di Napoli, con sentenza confermata dalla Corte di cassazione nel 1987. Durante questo periodo, Tortora fu eletto europarlamentare per il Partito Radicale, di cui divenne anche presidente. Tortora tuttavia, estremamente provato, morì nel 1988, appena un anno dopo la sua definitiva assoluzione.

## Biografia

Tortora nel Carosello Durban's Adamo contro Eva (1959)

Figlio di Salvatore e Silvia Tortora, entrambi di origini napoletane, collaborò giovanissimo con la Compagnia goliardica Mario Baistrocchi, con propri testi e insieme alla sorella Anna, in seguito autrice televisiva. Il 26 dicembre 1953 Tortora si sposò a Rapallo con Pasqualina Reillo, dalla quale ebbe Monica. La coppia si separò nel marzo del 1959 e il matrimonio fu dichiarato nullo dalla Sacra Rota. Sposò il 19 dicembre 1964, a Fiesole, Miranda Fantacci (la coppia divorziò nel 1972), un'insegnante ventisettenne incontrata tre anni prima a Firenze, dalla quale ebbe Silvia e Gaia (vicedirettrice del TG LA7), entrambe giornaliste. La sua ultima compagna fu Francesca Scopelliti, poi senatrice.

### Gli inizi
Diplomatosi presso il liceo classico Cristoforo Colombo di Genova, nel 1947 entrò nell'Orchestra di Totò Ruta come percussionista, esibendosi nei night club di tutta Italia. Dopo aver conseguito la laurea in giurisprudenza presso l'Università degli Studi di Genova, lavorò per alcuni spettacoli con Paolo Villaggio, prima di entrare in Rai a ventitré anni. In quello stesso periodo facevano il loro ingresso Piero Angela e Luigi Marsico (con cui Tortora lavorò in radio a Torino) oltre a, come direttore del giornale radio, Vittorio Veltroni. Tre anni dopo gli fu affidato lo spettacolo radiofonico Campanile d'oro.
La prima apparizione in video risale al 1956, come valletto di Silvana Pampanini, Primo applauso, di cui divenne poi conduttore. Le sue prime trasmissioni di grande successo, andate in onda nella seconda metà degli anni cinquanta, furono Telematch e Campanile sera, in cui era spesso inviato esterno. Insieme a Silvio Noto condusse nel 1957 il programma Voci e volti della fortuna, gara musicale abbinata alla Lotteria di Capodanno che negli anni successivi diventò appuntamento fisso con i telespettatori con il nome di Canzonissima.
Sul finire degli anni cinquanta fu anche interprete di fotoromanzi per il periodico femminile Grand Hotel.
Nel 1957 e nel 1958 presentò il Festival della Canzone di Vibo Valentia, nel 1959 il Festival di Sanremo. Nel 1959 prese parte a uno sketch della rubrica pubblicitaria televisiva Carosello sponsorizzando il dentifricio Durban's.
Nel 1962 fu allontanato dalla Rai solo per aver ospitato in un suo programma, Telefortuna, l'imitatore Alighiero Noschese. Noschese in quel periodo replicava in teatro uno spettacolo in cui faceva un'imitazione irriverente del presidente del consiglio Amintore Fanfani (DC). Tortora chiese a Noschese di essere prudente. Davanti alle telecamere "Fanfani" annunciò il vincitore della puntata. Questo bastò ai dirigenti Rai. Dopo aver condotto l'ultima puntata di Telefortuna, il presentatore non venne più contattato dalla radiotelevisione di Stato.

In ottobre accettò una proposta dalla Televisione Svizzera, e lavorò con successo a Lugano presentando il programma Terzo grado, che andò in onda dal 30 novembre 1962 al 1966.
Tornò alla Rai nel 1965 più forte di prima: in un triennio raggiunse la massima popolarità.

### La Domenica Sportiva

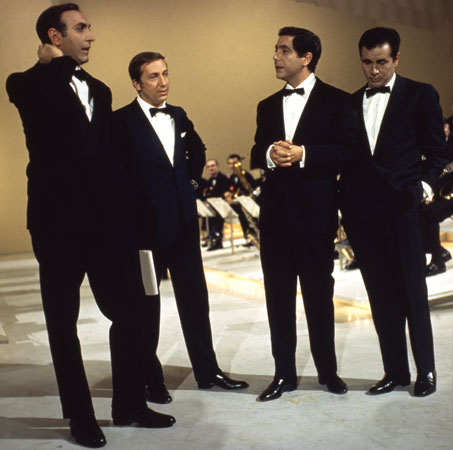
Pippo Baudo, Mike Bongiorno, Corrado e Tortora a Sabato sera (1967)

Dal 28 febbraio 1965 fino al 1969 Tortora condusse La Domenica Sportiva, ideando una nuova formula in collaborazione col regista Gianni Serra: non era più un notiziario, ma uno spettacolo con ospiti, per la prima volta presenti in studio.
 
Secondo Aldo Grasso, i due autori ne ricavarono «un brillante programma d'intrattenimento». Nel maggio dello stesso 1965 Enzo Tortora tenne a battesimo la prima edizione di Giochi senza frontiere, di cui fu il primo presentatore italiano.
Nel gennaio 1967 condusse il programma radiofonico Il gambero.
Con Mike Bongiorno, Corrado e Pippo Baudo divenne uno dei presentatori televisivi più noti di quegli anni. I quattro apparvero insieme in televisione una sola volta, in Sabato sera del 1967, in un siparietto in cui Mina li invitava a cantare e ballare con lei.

### Il secondo allontanamento dalla Rai
A fine 1969 Tortora era all'apice della popolarità: oltre a La Domenica Sportiva, conduceva in contemporanea il gioco a premi Bada come parli! alla televisione e il quiz alla rovescia Il gambero alla radio (già citato). Improvvisamente fu licenziato in tronco dalla Rai a causa della pubblicazione di un'intervista sul settimanale Oggi in cui definiva la Rai come «un jet colossale pilotato da un gruppo di boy scout che si divertono a giocare con i comandi».
Iniziò così a lavorare per alcune emittenti private e, come giornalista, per La Nazione e Il Nuovo Quotidiano. Fu nominato vicepresidente della TV via cavo italiana Telebiella e partecipò insieme a Renzo Villa alla fondazione di Telealtomilanese, per la quale fu l'ideatore e il conduttore della trasmissione Il Pomofiore e di Aria di mezzanotte. Ben presto la polizia sequestrò il trasmettitore e le telecamere dell'emittente, ma la sentenza che ne seguì diede ragione a Tortora, Villa e ai loro soci e la tv poté continuare a trasmettere.
Nel 1977 Enzo Tortora, insieme all'amico Renzo Villa, fonda una nuova emittente, Antennatre Lombardia, una tv all'avanguardia dal punto di vista della tecnologia e del linguaggio televisivo: lo Studio Uno è il più grande studio televisivo d'Europa e le immagini sono a colori quando ancora la Rai trasmette in bianco e nero. Laboratorio di creatività e di sperimentazione, Antennatre manda in onda tutte le sere trasmissioni che riscuotono un grande successo di pubblico, come La bustarella condotta da Ettore Andenna, Il Pomofiore condotto prima da Enzo Tortora e poi da Lucio Flauto, Lo Squizzofrenico e Il Guazzabuglio condotte da Jerry Bruno, Non lo sapessi ma lo so condotta da Teo Teocoli e Massimo Boldi, al debutto sulla scena televisiva. Lavorò pure per la TSI, la Televisione svizzera di lingua italiana, dove condusse programmi come Si rilassi e La domenica sportiva.
Come giornalista de La Nazione e de Il Resto del Carlino, seguì da cronista le fasi del processo a Lotta Continua e divenne amico del commissario Luigi Calabresi, di cui fu l'unico a prendere le difese nei suoi articoli in contrasto con ampi settori del mondo intellettuale che conducevano una campagna contro il poliziotto (sfociata in una famosa lettera aperta avente 800 firme pubblicata a margine di un articolo di Camilla Cederna); Tortora, secondo il suo collega e amico Luciano Garibaldi, fu per questo pestato da alcuni estremisti.
Tortora ebbe in quegli anni un ruolo anche in un altro fatto di cronaca: sempre il Garibaldi riferisce che, durante il sequestro del giudice Mario Sossi, essendo stata silenziata la notizia dalla televisione e dai principali organi di stampa, il presentatore ottenne dalla televisione svizzera (vista anche dall'Italia) l'invio di una troupe che realizzò un'intervista alla moglie del rapito, riportando attenzione sul caso.

Tortora con il pappagallo Portobello dell'omonima trasmissione televisiva

Negli anni settanta scrisse anche sul giornale anticomunista Resistenza Democratica, fondato da Edgardo Sogno, a proposito del "dittatore-attore Fidel Castro".

### Il ritorno ePortobello

Renzo Villa e Tortora al quarto anniversario di Antenna 3 Lombardia (1981)

Con la riforma della Rai del 1976 e la nascita delle reti concorrenti, a differente impronta politica, diversi personaggi vi fecero ritorno dopo anni di assenza. Tra questi, sulla filo-socialista Rete 2, Dario Fo ed Enzo Tortora, voluto secondo Grasso dal suo direttore Massimo Fichera.
Nella primavera del 1977 il presentatore assunse la conduzione di Portobello. La trasmissione, inizialmente prevista in seconda serata e successivamente spostata in prima dato il gradimento, batté ogni record di share realizzato fino a quel momento, sino alla soglia dei 26 milioni di spettatori, circa il 47 % dell'intera popolazione italiana. Ispirata nel nome al celebre mercatino londinese, fu poi considerata la madre della televisione degli anni novanta; in essa si potevano già intravedere alcune idee poi protagoniste dei successivi format TV come Stranamore, Carràmba! Che sorpresa, I cervelloni, Chi l'ha visto? e della "tv-verità". 
Il 3 novembre del 1977 Tortora tenne a battesimo l'emittente Antenna 3 Lombardia di Legnano, di cui fu cofondatore insieme all'amico Renzo Villa, e vi condusse diversi programmi.
L'attività di Tortora proseguì anche in Rai fino al 1983, con Portobello e L'altra campana (1980), e su Antenna 3; nel 1982 lavorò anche a Rete 4 (allora di proprietà del Gruppo Mondadori e non ancora appartenente alla Fininvest di Silvio Berlusconi) di cui fu direttore artistico e in cui condusse il rotocalco Cipria. Sempre per l'emittente mondadoriana presentò, assieme a Pippo Baudo, anche alcune puntate della rubrica Italia parla.

## Il "caso Tortora"
(Leonardo Sciascia)

### Le accuse e l'arresto
Alle 4 di notte del 17 giugno 1983 Enzo Tortora fu tratto in arresto dai Carabinieri e gli fu notificata l'accusa di traffico di stupefacenti e associazione di stampo camorristico.
Le accuse si basavano sulle dichiarazioni dei pregiudicati Giovanni Pandico, Giovanni Melluso (soprannominato "Gianni il bello") e Pasquale Barra, legato a Raffaele Cutolo; inoltre, accusarono Tortora altri otto imputati nel processo alla cosiddetta Nuova Camorra Organizzata, tra cui Michelangelo D'Agostino, pluriomicida detto "Killer dei cento giorni". A queste accuse si aggiunsero quelle, rivelatesi anch'esse in seguito false, del pittore Giuseppe Margutti, già pregiudicato per truffa e calunnia, e di sua moglie Rosalba Castellini, i quali dichiararono di aver visto Tortora spacciare droga negli studi di Antenna 3; si contarono così tredici false testimonianze e, in totale, i pentiti che accusarono Tortora assommarono a diciannove.

L'arresto di Tortora, il 17 giugno 1983 a Roma, presso il comando del Reparto Operativo dei Carabinieri

Gli elementi "oggettivi", di fatto, si fondavano unicamente su un'agendina trovata nell'abitazione di un camorrista, Giuseppe Puca detto O'Giappone, recante scritto a penna un nome che appariva essere, inizialmente, quello di Tortora, con a fianco un numero di telefono; il nome, a esito di una perizia calligrafica, risultò non essere quello del presentatore, bensì quello di un tale Tortona. Nemmeno il recapito telefonico risultò appartenere al presentatore.
Si stabilì, per giunta, che l'unico contatto avuto da Tortora con Giovanni Pandico fu a motivo di alcuni centrini provenienti dal carcere in cui era detenuto lo stesso Pandico, centrini che erano stati indirizzati al presentatore perché venissero venduti all'asta del programma Portobello. La redazione di Portobello, oberata di materiale inviatole da tutta Italia, aveva smarrito i centrini ed Enzo Tortora scrisse una lettera di scuse a Pandico. La vicenda si era poi conclusa, o così pareva, con un assegno di rimborso del valore di 800 000 lire. Pandico, schizofrenico e paranoico, maturò sentimenti di vendetta verso Tortora e iniziò a scrivergli delle lettere che pian piano assunsero carattere intimidatorio a scopo di estorsione.
Nella sua autobiografia, relativamente al suo periodo carcerario, raccontò di un suo sogno in cui, assieme ai suoi compagni di cella, diviene ladro di appartamenti.
In un'intervista pubblicata sul settimanale L'Espresso il 25 maggio 2010, l'ex collaboratore di giustizia Gianni Melluso, uscito dal carcere nel 2009, chiese ufficialmente perdono ai familiari di Enzo Tortora per le dichiarazioni rese ai magistrati all'epoca dei fatti e reiterate nel 1992, sostenendo che il suo agire fosse stato condizionato dalla brama di vendetta dei due boss Barra e Pandico e ammettendo la falsità delle accuse.

### L'indagine
L'indagine nella quale fu coinvolto il presentatore era parte di una maxi-inchiesta che si concluse con una retata nella quale, compreso quello di Tortora, furono 856 gli arresti eseguiti contemporaneamente in trentatré province italiane fra Bolzano e Palermo, oltre che in Sardegna.
Fra gli altri destinatari più o meno noti degli ordini di arresto, dal presidente dell'Avellino Calcio Antonio Sibilia ai terroristi di opposte fazioni Pierluigi Concutelli e Sante Notarnicola, dal bandito Renato Vallanzasca a politici meridionali come il sindaco di Sant'Antonio Abate Giuseppe D'Antuono e l'assessore della Provincia di Napoli Salvatore La Marca, sino alla cantante nota in arte come Alba Miglioretti. 337 degli 856 ordini di arresto colpirono soggetti già detenuti e l'operazione occupò in tutto circa 10 000 fra carabinieri e agenti di polizia, parte dei quali impiegati nell'occupazione militare del paese di Ottaviano, centro degli interessi di Raffaele Cutolo, capo della branca di camorra perseguita dall'operazione (Nuova Camorra Organizzata). La moglie di Cutolo, Immacolata Iacone, sposata qualche settimana prima nel carcere dell'Asinara ove il boss era detenuto, sfuggì alla cattura e rimase latitante.
Il Procuratore Capo di Napoli, Francesco Cedrangolo, insieme agli investigatori, comunicò che le indagini avevano richiesto la redazione di un rapporto di 3 800 pagine, che la stampa riferì fu subito ribattezzato "la Treccani della camorra"; fiorirono immediatamente numerose indiscrezioni circa il contenuto delle rivelazioni del Barra e del Pandico, anche a proposito del caso del sequestro di Ciro Cirillo, e fu subito diffusa la notizia che il Barra aveva accusato Tortora di spacciare droga nel mondo dello spettacolo a tranche da 80 milioni di lire l'una. Cedrangolo, alla domanda diretta sulla certezza che Barra avesse detto la verità e che le sue accuse avessero tutte fondamento, rispose: «Non abbiamo l'abitudine di emettere ordini di cattura senza motivo» e «Tutte le affermazioni raccolte sono state sottoposte in questi mesi a controlli accurati».

### L'impatto sui media di massa
(Leonardo Sciascia sul Corriere della Sera, 1985)

Tortora negli anni 80

Come ricorda lo storico della televisione Aldo Grasso, "le reti Rai mandarono in onda ininterrottamente e senza pietà le immagini del conduttore ammanettato".
Tortora fu attaccato anche nell'ambiente giornalistico, furono pubblicate storie false per falsi scoop, ne fu posta sotto attacco l'immagine umana e professionale.
L'arresto era stato preceduto da una fuga di notizie e nel pomeriggio precedente diversi giornalisti avevano contattato un ignaro Tortora per chiedergli del suo coinvolgimento; fra questi Guglielmo Zucconi, allora direttore de Il Giorno ed ex parlamentare della Democrazia Cristiana, il quale fece telefonare un suo redattore, cui Tortora rispose ironicamente «Sì, dica al suo direttore di metterci pure Tognazzi e Vianello, e il cast è fatto!». Zucconi, in un successivo editoriale afferma che quel redattore fosse seguito a uno specifico contatto con Virginio Rognoni (allora ministro dell'interno), concluse che «L'arresto di Tortora e contemporaneamente di altri presunti 855 camorristi prova che non è vero che in questo paese non cambia nulla, non è vero che le leggi o sono sbagliate o se sono giuste non vengono applicate, non è vero che esistono gli intoccabili».
La giornalista Camilla Cederna, che nel 1969 aveva difeso con decisione l'anarchico Pietro Valpreda ingiustamente accusato per la strage di piazza Fontana, si pronunciò per la colpevolezza: «Mi pare che ci siano gli elementi per trovarlo colpevole: non si va ad ammanettare uno nel cuore della notte se non ci sono delle buone ragioni. Il personaggio non mi è mai piaciuto».
Qualche dubbio dopo l'arresto fu subito espresso da grandi firme della carta stampata come Enzo Biagi, Giorgio Bocca e Indro Montanelli, anche se poi lo difesero tutti e tre. Biagi, anzi, una volta formalizzata l'accusa, fu il primo giornalista a spendersi pubblicamente per Tortora con una lettera aperta al presidente della Repubblica Sandro Pertini, pubblicata il successivo 4 agosto 1983 sul quotidiano La Repubblica, che principiava così:
(Enzo Biagi, 7 agosto 1983.)
In quella lettera, che ebbe una certa eco, Biagi entrò nella materia, sottolineando che dopo la maxioperazione già 200 dei 350 arrestati erano tornati in libertà, che D'Antuono era stato liberato per assenza di indizi a suo carico, che i legali di Tortora non avevano potuto leggere neanche i verbali dell'interrogatorio del loro assistito mentre le deposizioni dei due accusatori erano state pubblicate da alcuni periodici, e segnalò che grazie a queste fughe di notizie la stampa poteva così diffondere le "notizie" sull'iniziazione camorristica del presentatore mediante taglio della vena, della mancata consegna ai boss di un incasso da spaccio per 80 milioni, del riciclaggio di denaro sporco, dell'amicizia fra Tortora e il criminale Francis Turatello (da poco ucciso proprio dal Barra), tutto ciò mentre la madre di Turatello smentiva ed era a disposizione il braccio destro privo di segni. Ma ci sarebbe stata una testimone, una "contessa", guarda caso morta. E per la vicenda dei centrini, del carteggio dell'ufficio legale della Rai non si teneva alcun conto: «Conta, invece, la parola di due assassini». O contava quello che, dovendolo uccidere per lo sgarro, si sarebbe segnato sulla sua agenda il nome di Tortora, «che è come se Oswald avesse segnato sul calendario: "Mercoledì, sparare a Kennedy"».
Tre giorni dopo, sullo stesso quotidiano, fu pubblicato un articolo di Stefano Rodotà, intitolato Ai garantisti dell'ultima ora, in cui il politico si associò alla richiesta di pronto chiarimento della vicenda di Tortora, ma si rivolse «agli illustri firmatari di quella richiesta (3), molti dei quali appaiono come tardivi, ma benvenuti neofiti nella schiera (ahimè sempre esigua!) di coloro i quali hanno a cuore le sorti delle libertà in questo paese»: il garantismo da poco fiorito era sì pienamente condiviso da Rodotà, ma questi ne sottolineava come in tante altre occasioni precedenti non avesse avuto mai modo di svilupparsi con «consensi tanto larghi e "qualificati"», prima che ad essere coinvolto fosse un personaggio noto e popolare: «bisogna muoversi in tutti i casi, ci piacciano o no gli arrestati, e non solo per gli amici, i vicini di casa, i sodali di corporazione».
Tortora fu difeso, oltre che dai radicali, da Pippo Baudo, Piero Angela, Leonardo Sciascia e Massimo Fini. Piero Angela, con Giacomo Aschero, promosse una raccolta di firme pro-Tortora sul quotidiano la Repubblica, firmata da Eduardo De Filippo, Enzo Biagi, Giorgio Bocca, Lino Jannuzzi e Rossana Rossanda.

### La condanna
Il 17 gennaio 1984 vennero concessi a Tortora gli arresti domiciliari e il giorno seguente egli, dopo 271 giorni di carcerazione, poté lasciare il carcere di Bergamo, dove era rinchiuso dal 14 agosto 1983, per la sua casa a Milano.

Tortora nell'aula di tribunale di Napoli, 26 giugno 1986

Il 7 maggio 1984 Enzo Tortora accettò di candidarsi eurodeputato nelle liste del Partito Radicale, che ne sostenne le battaglie giudiziarie, e il 17 giugno, a un anno esatto dal suo arresto, fu eletto al Parlamento europeo. Raccolse in totale 414 514 preferenze, risultando eletto in due circoscrizioni. In precedenza, alle elezioni politiche in Italia del 1983, Tortora nel carcere di Regina Coeli aveva votato per Paolo Battistuzzi del Partito Liberale Italiano.
Il 20 luglio 1984 Tortora tornò libero e si recò subito al carcere di Bergamo a salutare il personale. Tre giorni dopo era a Strasburgo.
Il 17 settembre 1985 fu condannato a dieci anni di carcere, principalmente per le accuse di altri pentiti.
Il 26 aprile 1985, il procuratore Diego Marmo, parlando di Tortora, in aula lo definì «cinico mercante di morte». Il legale del giornalista chiese di moderare i termini, ottenendo come risposta: «Il suo cliente è diventato deputato con i voti della camorra!», al che Tortora si alzò in piedi dicendo: «È un'indecenza!», e il pm chiese di procedere per oltraggio alla corte. Il 9 dicembre l'europarlamento respinse la richiesta di autorizzazione con il seguente comunicato: 

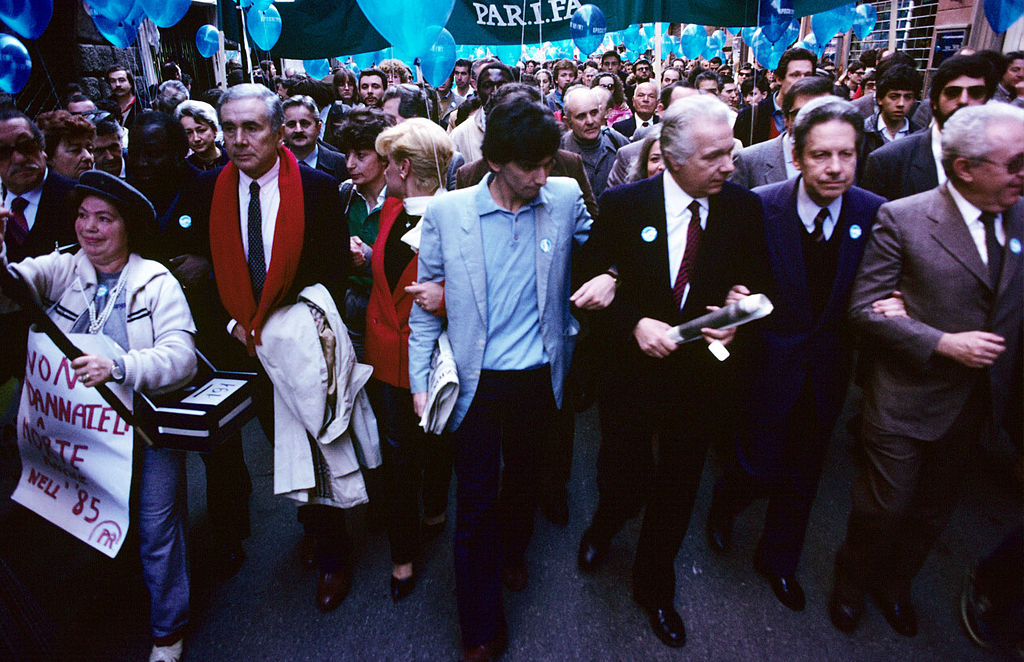
Roma, 1985, Marcia della Pace: Tortora, Adelaide Aglietta (dietro), Giovanni Negri, Loris Fortuna, Flaminio Piccoli, Giuseppe Zamberletti

Il 13 dicembre 1985 si dimise da europarlamentare e, rinunciando all'immunità parlamentare, dal 29 dicembre fu messo agli arresti domiciliari.
Il 15 settembre 1986 Enzo Tortora fu assolto con formula piena dalla Corte d'appello di Napoli e i giudici smontarono in tre parti le accuse rivoltegli dai camorristi, per i quali iniziò un processo per calunnia: secondo i giudici, infatti, gli accusatori del presentatore - quelli legati a clan camorristici - avevano dichiarato il falso allo scopo di ottenere una riduzione della loro pena. Altri, invece, non legati all'ambiente carcerario, avevano il fine di trarre pubblicità dalla vicenda: era, questo, il caso del pittore Giuseppe Margutti, il quale mirava ad acquisire notorietà per vendere i propri quadri.

### L'assoluzione e il ritorno in TV
Dopo sette mesi di carcere e gli arresti domiciliari, Tortora fu assolto dalla Corte d'appello di Napoli.
Così, in una intervista concessa al programma La Storia siamo noi, in una puntata dedicata specificamente al "caso Tortora", il giudice Michele Morello raccontò il suo lavoro d'indagine che avrebbe poi portato all'assoluzione del popolare conduttore televisivo:
Tortora tornò in televisione il 20 febbraio del 1987, ricominciando il suo Portobello. Il ritorno in video fu toccante, il pubblico in studio lo accolse con una lunga acclamazione. Tortora, con evidente commozione, pronunciò un breve discorso di cui fu noto l'incipit:
Tortora fu assolto definitivamente dalla Corte di cassazione il 13 giugno 1987, a quattro anni dal suo arresto.
Una trasmissione di Giuliano Ferrara, Il testimone del 1988, documentò per la prima volta la vicenda giudiziaria di Tortora, chiarendo l'infondatezza degli indizi che indussero gli inquirenti al suo arresto. 
Tortora tenne in questa trasmissione il suo ultimo intervento pubblico, in collegamento telefonico dal letto d'ospedale dove era ricoverato. Alessandro Criscuolo, presidente dell'Associazione Nazionale Magistrati, sosteneva che il caso Tortora fosse nato da un sistema processuale figlio di "tempi bui e autoritari", dal vecchio rito inquisitorio sbilanciato sull'accusa, e che l'imminente introduzione del nuovo codice avrebbe reso impossibile una cosa del genere. Tortora però gli rispose: «Io credo che voi siate impegnati in una difesa corporativa. Volevate difendere la vostra cattiva fede». I P.M. Lucio Di Pietro e Felice Di Persia, insieme al giudice istruttore Giorgio Fontana, querelarono per diffamazione Giuliano Ferrara, il quale poi fu assolto "perché il fatto non costituisce reato".

### Effetti legali e connessi
Il "caso Tortora" dette la spinta propulsiva al referendum del 1987 sulla responsabilità civile dei magistrati: l'80,2 % dei votanti si espresse per l'abrogazione "degli articoli 55, 56 e 74 del codice di procedura civile", che escludevano la responsabilità. Poco tempo dopo, il Parlamento approvò la Legge 13 aprile 1988, n. 117 sul "Risarcimento dei danni cagionati nell'esercizio delle funzioni giudiziarie e responsabilità civile dei magistrati", nota come «legge Vassalli» (votata da PCI, PSI, DC), il cui disposto faceva ricadere la responsabilità di eventuali errori non sul magistrato, ma sullo Stato, che successivamente poteva rivalersi sul magistrato in ragione di un terzo di annualità dello stipendio. La legge Vassalli conteneva anche il divieto di applicazione retroattiva. Nello stesso aprile 1988 Tortora agì dunque per il risarcimento, nella singolare condizione legale per cui, mentre non era ancora in vigore la legge Vassalli, il referendum aveva abrogato le norme previgenti: pertanto poté fare causa ai magistrati come se fossero stati normali cittadini, senza il filtro di valutazione della fondatezza delle pretese che normalmente avrebbe operato a tutela dei magistrati. La causa civile si aprì nel successivo mese di giugno, un mese dopo l'intervenuta morte del presentatore, vertendo su ipotesi di "inescusabili negligenze e a volontà consapevole di compiere gravi omissioni", "indebite sollecitazioni nei riguardi di pentiti" e "occultamento e inquinamento di elementi di prova"; solo quattro dei sei magistrati citati si costituirono in giudizio, richiedendo la trasmissione degli atti alla Procura di Roma per la denuncia dei legali degli eredi di Tortora (gli avvocati Giandomenico Caiazza e Vincenzo Zeno Zencovich) per il reato di calunnia. Ma il Tribunale di Roma rinviò il caso alla Corte costituzionale, la quale sentenziò che l'articolo della legge Vassalli riguardante l'irretroattività era incostituzionale nella parte in cui, facendo mancare il filtro dell'ammissibilità, violava il principio dell'indipendenza e dell'autonomia della magistratura.
Nessuna azione penale o indagine di approfondimento fu mai avviata, né alcun procedimento disciplinare fu mai promosso davanti al Consiglio Superiore della Magistratura a carico dei pubblici ministeri napoletani, che proseguirono le proprie carriere senza ricevere censure per il loro operato nel caso Tortora. Il vecchio accusatore Gianni Melluso nel 1992 ebbe a ribadire le sue false accuse ma, querelato dalla figlia del presentatore, il GIP Clementina Forleo non ne dispose il rinvio a giudizio con la seguente argomentazione: l'assoluzione di Tortora rappresenta "soltanto la verità processuale e non anche la verità reale". In seguito Melluso ammetterà nel 2010 di essersi inventato tutto e che Tortora era estraneo a ogni crimine.
Nel 2014 Diego Marmo chiese scusa alla famiglia di Tortora, pur continuando a ritenere corretta la sua condotta dell'indagine.
Lucio Di Pietro, dopo ripetuti rifiuti di interviste, compose un racconto professionale della vicenda, in cui ribadiva "l'onestà e la limpidezza professionale del nostro lavoro" e che "con gli elementi a nostra disposizione, non potevamo fare altrimenti". L'arresto, affermò, era obbligatorio, non esistevano i domiciliari e "c'erano, in quel momento, altri elementi d'accusa. Vanno sempre rispettati sentenze e processi. Da pm, ho solo fatto il mio lavoro in onestà e buona fede".

## Attività politica

Tortora con Marco Pannella

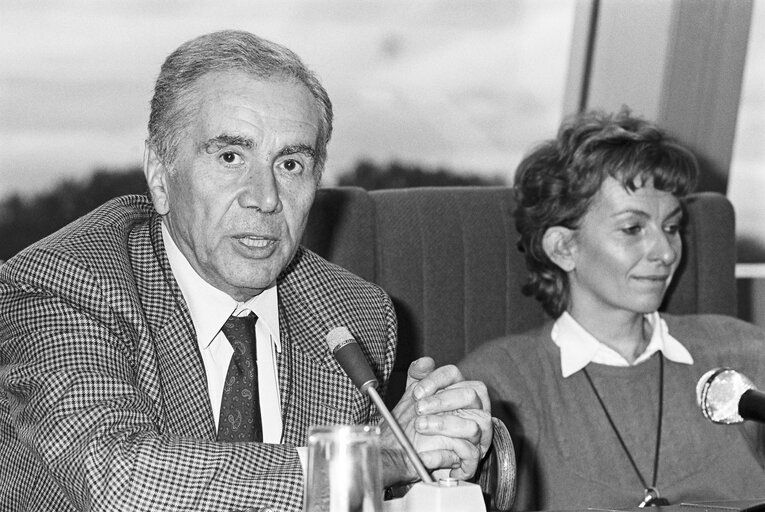
Tortora con Emma Bonino

Mentre era ai domiciliari, nel marzo del 1984 Tortora fu candidato nelle liste del Partito Radicale e il 14 giugno fu eletto deputato al Parlamento europeo, insieme a Pannella e alla Bonino, con oltre mezzo milione di preferenze.
I Radicali ne avevano sostenuto le battaglie giudiziarie, prima in segno di garantismo e poi perché la sua affermazione di innocenza e completa estraneità aveva profondamente convinto il movimento di Marco Pannella. Enzo Tortora ottenne il decreto di scarcerazione e lasciò così gli arresti domiciliari. La procura di Napoli chiese subito al Parlamento europeo l'autorizzazione sia al processo sia all'arresto. Nonostante l'elezione garantisse a Tortora l'immunità parlamentare, fu lui stesso a chiedere l'autorizzazione a procedere nei suoi confronti, che venne concessa, mentre fu invece negata da Strasburgo l'autorizzazione all'arresto.
Il 24 luglio Tortora s'insediò al Parlamento europeo e fece parte della "Commissione giuridica e dei diritti dei cittadini".
Oltre a portare l'attenzione sul suo caso di malagiustizia, Tortora ebbe anche una consistente attività come eurodeputato nelle file del Partito Radicale: visitò decine di carceri, si occupò di diritti umani e civili nell'apposita commissione parlamentare e dell'organizzazione del referendum sulla responsabilità civile dei magistrati.
Si occupò altresì del caso di Toni Negri, docente di filosofia, appartenente all'area dell'Autonomia Operaia e al gruppo di Potere Operaio (sinistra extraparlamentare), arrestato nel 1979 in seguito alle leggi speciali antiterrorismo, poiché ritenuto collaboratore e ideologo delle Brigate Rosse. Negri fu eletto deputato nel 1983 con i radicali nell'ambito della campagna per la giustizia giusta come Tortora ma, a differenza sua, fuggì in Francia, approfittando dell'immunità parlamentare e della cosiddetta dottrina Mitterrand anziché portare avanti la battaglia per la giustizia assieme al PR, dopo la sua condanna a 12 anni per associazione sovversiva e banda armata: sia Tortora, sia Marco Pannella e il segretario radicale Giovanni Negri lo criticarono aspramente.
Il 3 novembre 1985 Tortora fu eletto presidente del partito dal XXXI congresso radicale. Il 13 dicembre 1985 si dimise da europarlamentare e il 29 dicembre si consegnò a Milano alle forze dell'ordine.
In qualità di presidente del partito, sebbene agli arresti domiciliari a Milano, il 1º luglio 1986 fece parte della delegazione del partito che incontrò al Quirinale il presidente Cossiga, durante la crisi del governo Craxi I.

## La morte

Tortora al suo ritorno in televisione, il 20 febbraio 1987

Conclusa in anticipo, causa malattia, la conduzione del suo ultimo programma televisivo intitolato Giallo, andato in onda nell'autunno 1987 su Rai 2, Enzo Tortora morì a 59 anni la mattina del 18 maggio 1988 nella sua casa di Milano, in una traversa di via Torino, a causa di un tumore polmonare. I funerali - cui parteciparono amici e colleghi tra i quali Marco Pannella, Enzo Biagi, Piero Angela - si tennero presso la basilica di Sant'Ambrogio a Milano. Poco più di un mese prima della sua scomparsa Tortora aveva tenuto una conferenza stampa nella sua abitazione milanese, in via dei Piatti 8, per annunciare di essere gravemente ammalato.
Dopo la cremazione, le ceneri di Enzo Tortora riposano al cimitero monumentale di Milano. Tra le sue disposizioni testamentarie vi fu quella di porre le sue ceneri in una cassettina assieme a una copia del libro di Alessandro Manzoni Storia della colonna infame nell'edizione con prefazione di Leonardo Sciascia, testo che tratta di uno dei primi casi documentati di giustizia sbagliata in Italia.

## Citazioni e omaggi

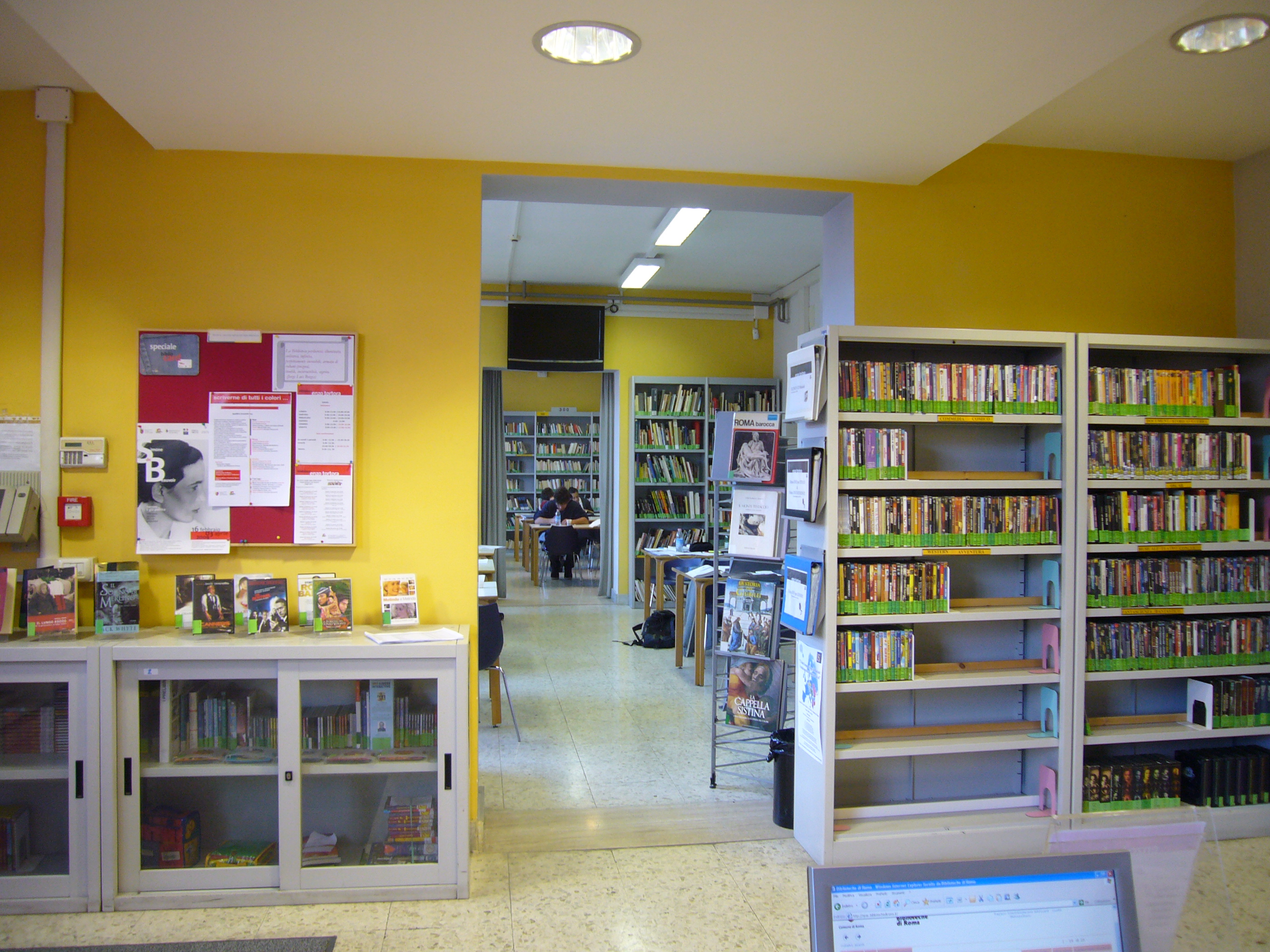
Interni della Biblioteca Enzo Tortora, a Roma.

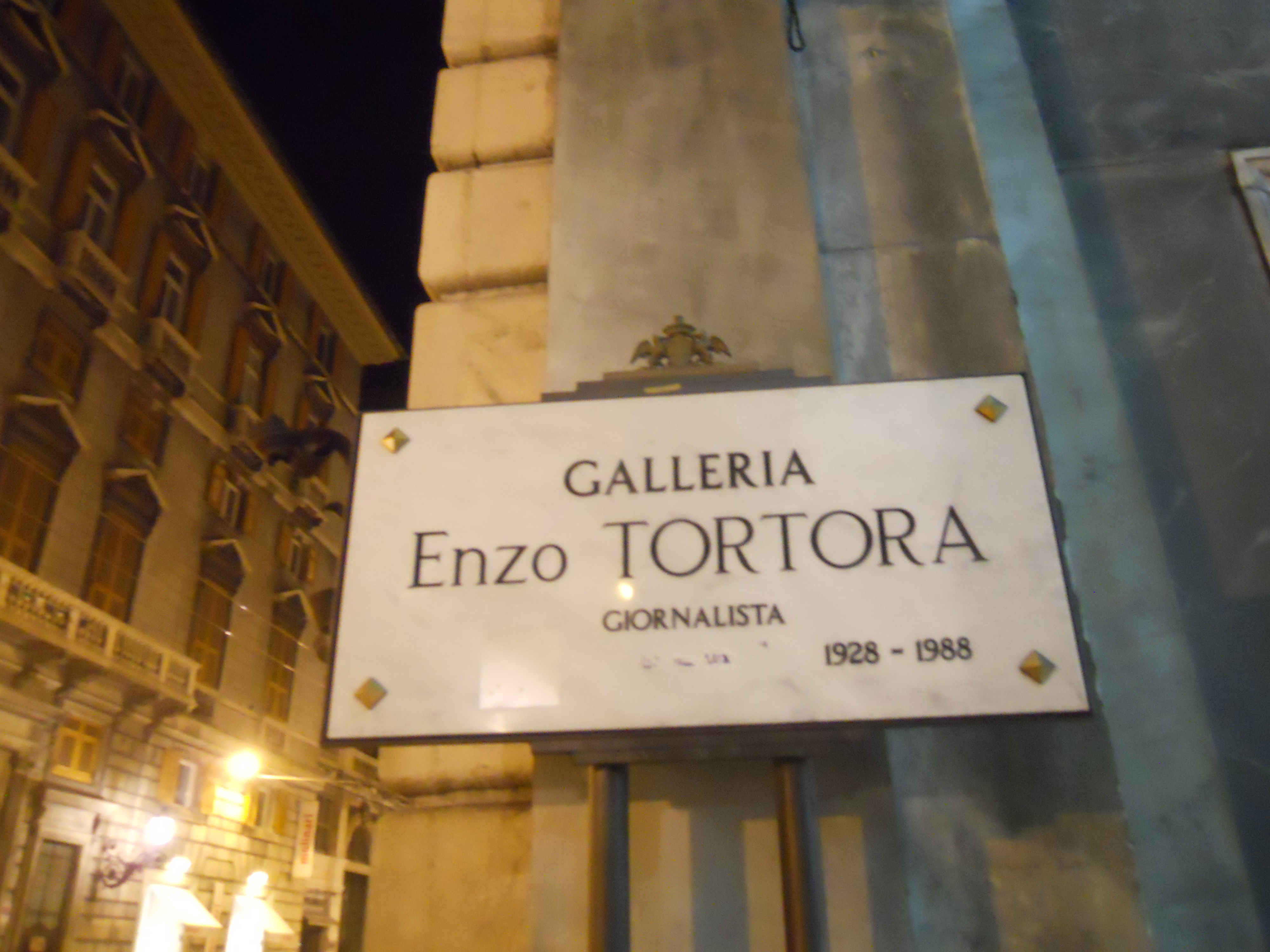
La Galleria Enzo Tortora a Genova

- A Tortora sono state dedicate la Biblioteca Enzo Tortora a Roma e la Fondazione per la Giustizia Enzo Tortora, presieduta dalla compagna, Francesca Scopelliti.
- Gli è inoltre intitolata l'Associazione Radicale di Milano, facente capo ai Radicali Italiani e al Partito Radicale e alcuni club dei Riformatori Liberali (scissione di questi ultimi) sono intitolati a Tortora, che è ritenuto un simbolo dal mondo Radicale e liberale italiano. Il 17 giugno 2013, voluto dal presidente Guido Podestà, è stato inaugurato e dedicato ad Enzo Tortora l'Auditorium del "Polo Soderini", di proprietà della provincia di Milano.
- A Enzo Tortora è intitolata la biblioteca comunale del municipio I al Testaccio di Roma.[74]
- Il 18 maggio 1998, a dieci anni dalla sua scomparsa, il comune di Milano ha intitolato al noto conduttore "Largo Enzo Tortora", un piazzale lungo corso Magenta, nel cuore del centro storico della città.
- Nel 2008 il Comune di Genova ha intitolato a Enzo Tortora una galleria adiacente Galleria Mazzini. La cerimonia d'inaugurazione[75] è stata svolta il 27 giugno, alla presenza di Marco Pannella, del sindaco Marta Vincenzi, di alcuni rappresentanti delle istituzioni comunali e del nipote di Enzo Tortora.
- Nel 2009 il comune di Napoli ha intitolato una strada a Enzo Tortora. Anche il comune di Roma gli ha intitolato una via, nel quartiere di Saxa Rubra, vicino al centro Rai, così come accaduto in numerose città e comuni d'Italia.[76]
- Anche il comune di Mondovì gli ha dedicato una via, in particolare a ricordo della partecipazione della città, nell'anno 1959, alla trasmissione Campanile Sera nella quale Enzo Tortora fu l'inviato. A San Benedetto del Tronto per ricordarlo gli è stata invece intitolata "piazza Enzo Tortora", sita in via Palmiro Togliatti di fronte al tribunale, lato ovest.
- Il 17 giugno 2013, a trent'anni di distanza dall'arresto del conduttore, la provincia di Milano nella veste del suo Presidente Guido Podestà nel corso di una cerimonia dal titolo "In nome del Popolo Italiano! Anche se non è sempre così... - Giustizia e Media: un'anomalia italiana" ha dedicato l'auditorium del Polo Soderini che ospita il centro per l'impiego ad Enzo Tortora.
- Nel 2013, nel foyer del Teatro Rina e Gilberto Govi di Genova Bolzaneto, è stata posata una targa a ricordo di Enzo Tortora in occasione del centenario della fondazione della Compagnia Baistrocchi, alla quale Tortora aveva partecipato in qualità di attore e autore. Promotore dell'iniziativa il vice presidente Alberto Podestà.
- Il 24 Giugno 2015 la città di Albenga (Savona) gli ha intitolato una piazza
- Il 16 settembre 2015 la città di Torino gli ha intitolato una galleria pedonale in piazza Solferino, nel centro della città, alla presenza del sindaco Piero Fassino e di Piero Angela.[77][78]
- Il 28 settembre 2016 il Consiglio regionale della Lombardia gli ha intitolato la sala interviste di Palazzo Pirelli a Milano.
- Il 18 maggio 2021 il comune di Milano, insieme all'associazione "Milano è Memoria", ha ricordato Tortora con una targa posta davanti all'abitazione dove aveva vissuto fino alla morte, in via dei Piatti n. 8.
- Il 17 giugno 2023 la città di Bergamo gli ha dedicato i giardini di piazza Dante, alla presenza fra gli altri del sindaco Giorgio Gori e della figlia del presentatore, Gaia Tortora.

## Influenze nella cultura
- Nel film Tutti dentro di Alberto Sordi, del 1984, è presente un personaggio, conduttore televisivo, arrestato per errore e ammalatosi in carcere.
- Sulla vicenda di Tortora nel 1999 è stato girato il film per la TV Un uomo perbene, andato in onda su Canale 5 e LA7 per la regia di Maurizio Zaccaro e con Michele Placido nel ruolo del protagonista. Silvia Tortora ha scritto il soggetto.
- Nel 2008 il giornalista Antonello Piroso, con la partecipazione di Gaia Tortora, ha realizzato uno speciale su LA7, intitolato Dunque, dove eravamo rimasti? - Speciale Enzo Tortora. Piroso ha portato poi nei teatri il monologo dedicato al conduttore scomparso, da lui recitato in tv portando un paio di manette agganciate al polso sinistro, in solidarietà con Tortora.
- Nel 2012 Ricky Tognazzi girò una fiction per la Rai sul Caso Tortora, con la sceneggiatura di Simona Izzo, intitolata Il caso Enzo Tortora - Dove eravamo rimasti?, prendendo come titolo proprio la prima frase detta da Tortora nel suo ritorno in tv. Il conduttore televisivo viene impersonato dallo stesso Tognazzi.[79] La miniserie è stata criticata aspramente dalle figlie Gaia e Silvia Tortora, che la definirono un "romanzo d'appendice".[80][81]
- Il 12 novembre 2013 su Canale 5 a Matrix, dopo la polemica sull'esclusione del docufilm Enzo Tortora - Una ferita italiana di Ambrogio Crespi, va in onda lo speciale Il caso Enzo Tortora con ospite, tra gli altri, la compagna Francesca Scopelliti.[82]
- Nel 2016 il cantautore Max Arduini presenta su Radio 3i[83] la canzone D Enzo T. (A Enzo Tortora),[84] in seguito pubblicata nell'album La scienza di stare in fila, del 2019.
- Il 31 gennaio 2023 al Teatro della Cooperativa di Milano debutta il testo teatrale Nell'occhio del labirinto di Chicco Dossi. Interpretato dal segnalato Premio Hystrio 2021 Simone Tudda, il monologo ripercorre la vita di Tortora, soffermandosi sullo scandalo giudiziario.[85] Lo spettacolo è stato inoltre rappresentato alla Camera dei Deputati in occasione del 35º anniversario della morte.[86]
- Il 1º febbraio 2023 viene pubblicato l'episodio, diviso in due parti, del podcast "Indagini" del quotidiano online Il Post a cura del giornalista Stefano Nazzi dedicata alla vicenda giudiziaria che ha visto coinvolto Enzo Tortora.

## Filmografia
- Il campanile d'oro, regia di Giorgio Simonelli (1955)
- Italia piccola, regia di Mario Soldati (1957)
- Pugni pupe e marinai, regia di Daniele D'Anza (1961)
- In ginocchio da te, regia di Ettore Maria Fizzarotti (1964)
- Enzo Tortora - Una ferita italiana, regia di Ambrogio Crespi (2013)

## Programmi televisivi
- Primo applauso (Programma Nazionale, 1956)
- Telematch (Programma Nazionale, 1957-1958)
- Festival di Napoli (Programma Nazionale, 1957-1958)
- Campanile sera (Programma Nazionale, 1958-1961) Inviato nelle località del nord
- Festival di Sanremo (Programma Nazionale, 1959)
- Terzo grado (TSI)
- La trappola cifrata (RSI LA1)
- Gibigianna show (RSI LA1)
- Giochi senza frontiere (Secondo Programma, 1965-1966)
- I capostipiti (Secondo Programma, 1965)
- La Domenica Sportiva (Programma Nazionale, 1965-1969)
- Bada come parli! (Programma Nazionale, 1969)
- L'Identiquiz (RSI LA1, 1969)
- I cari bugiardi (RSI LA1, 1972-1973; Antennatre, 1981-1982)
- Aria di mezzanotte (Telealtomilanese, 1976-1977; Antennatre, 1977-1980)
- Contropelo (Antennatre)
- Portobello (Rete 2, 1977-1982; Rai 2, 1983, 1987)
- Il piramidone (Antennatre, 1978)
- L'altra campana (Rete 2, 1980)
- La busta (Telemontecarlo, 1981)
- Portobellissimo (Rete 2, 1982)
- Portobello Speciale - Mercatino di fine anno (Rete 2, 1982)
- Italia parla (Rete 4, 1982)
- Cipria (Rete 4, 1982-1983)
- Caccia alle stelle (Rete 4, 1983)
- Il più bello di Portobello (Rai 2, 1987)
- Giallo (Rai 2, 1987)

## Radio

### Radio Rai
- Doccia scozzese, gustometro per gli ascoltatori di Dino Verde presentano Enzo Tortora e Lidia Pasqualini, realizzazione di Dante Raiteri (1957)
- Io, il signor Bianchi. Antirotocalco n. 7: Al buio, seduti, a cura di Enzo Tortora con la Compagnia di Prosa di Torino orchestra di Riccardo Vantellini, regia di Giacomo Colli, trasmesso il 28 maggio 1961, programma nazionale[87]
- Pronto, qui la cronaca, programma di Enzo Tortora, regia di Gennaro Magliulo, trasmesso il 27 marzo 1963

## Opere
- Le Forche caudine, Milano, Bietti (1967)
- O tivù dal cuore acceso, Milano, L'alfiere (1973)
- Cara Italia ti scrivo, Milano, A. Mondadori (1984)
- Se questa è Italia, Milano, A. Mondadori (1987)
- Cara Silvia. Lettere per non dimenticare, Venezia, Marsilio (2003)
- Per una giustizia giusta, Kaos Edizioni (2006)
- Lettere a Francesca, prefazione di Giuliano Ferrara (ISBN 9788869950308) Pacini Editore (2012)
- Testa alta, e avanti (ISBN 9788804755432) Mondadori (2023) a cura della figlia, Gaia Tortora